# Elecciones parlamentarias de Islandia de 2024
Las elecciones parlamentarias se celebraron en Islandia el 30 de noviembre de 2024 para elegir a los 63 miembros del Alþingi.

## Antecedentes

### Elecciones de 2021
Las elecciones parlamentarias de 2021 tuvieron lugar el 25 de septiembre, un mes antes de la última fecha permitida por la ley. La coalición de gobierno formada por el Movimiento de Izquierda-Verde, el Partido Progresista y el Partido de la Independencia, liderada por la primera ministra Katrín Jakobsdóttir, estaba en el poder desde las elecciones de 2017. Esta inusual coalición de partidos de izquierda, centro y derecha de la política tradicional islandesa mantuvo su mayoría en el parlamento en las elecciones, ya que el Partido de la Independencia tuvo el mismo número de escaños que antes, mientras que el Partido Progresista sumó 5 escaños y el Movimiento de Izquierda-Verde perdió 3. En cuanto a los partidos de oposición, el Partido del Pueblo ganó dos escaños y el Partido Reformista ganó 1 escaño. El Partido Pirata se mantuvo estable, pero la Alianza Socialdemócrata perdió un escaño y el Partido del Centro perdió cuatro de sus escaños en el parlamento. El Partido Socialista Islandés obtuvo el 4,1% de los votos, pero ningún escaño, ya que se necesita el 5% del voto nacional para poder optar a la asignación de escaños niveladores.
Los socios de la coalición del mandato anterior pronto decidieron que la primera opción para las negociaciones de coalición debería ser renovar su coalición. El 28 de noviembre se formó el segundo gabinete de Katrín Jakobsdóttir.

### Caída del gobierno
En abril de 2024, Katrín Jakobsdóttir dimitió para presentarse a las elecciones presidenciales de 2024, que perdió ante Halla Tómasdóttir. Fue reemplazada en el cargo de primer ministro por Bjarni Benediktsson líder del Partido de la Independencia.
El 13 de octubre, el primer ministro Bjarni Benediktsson anunció que el gobierno se había derrumbado debido a disputas sobre política exterior, solicitantes de asilo y energía, lo que lo llevó a convocar nuevas elecciones y pedirle a la presidenta Halla Tómasdóttir al día siguiente que disuelva el Alþingi y programe las elecciones para el 30 de noviembre. En particular, Bjarni mencionó "cuán diferente es la visión del movimiento para el futuro, comparada con lo que yo quiero defender".
En noviembre de 2024, una encuesta de Gallup encontró que más del 60% de los votantes consideraban que la atención médica, las cuestiones económicas y la vivienda eran sus principales preocupaciones. La inmigración fue considerada como un tema clave por el 32% de los encuestados, mientras que las cuestiones de asilo representaron el 18% de los encuestados. La emisora pública RÚV informó que un chatbot de inteligencia artificial creado para responder preguntas relacionadas con las elecciones recibió principalmente consultas sobre vivienda e impuestos.

## Sistema electoral
Los 63 miembros del Althing son elegidos por representación proporcional con listas abiertas en seis distritos electorales plurinominales, con 54 escaños distribuidos entre los partidos a nivel de distrito electoral sin umbral electoral y 9 escaños niveladores asignados a las listas de partidos a nivel nacional para garantizar la proporcionalidad con el resultado de la elección, con un umbral del 5 por ciento. Los 54 escaños de distrito se distribuyen dentro de cada circunscripción según el método D'Hondt. Las listas electorales son determinadas por los partidos; aunque los votantes tienen la opción de alterar el orden de los candidatos o eliminar por completo a determinados candidatos, esto rara vez tiene algún efecto sobre el resultado.
El número de votantes por escaño parlamentario varía significativamente entre los distritos electorales de Islandia. El número de escaños por circunscripción fue determinado por ley en 1999 y no se actualiza antes de cada elección, excepto cuando el número de votantes por representante en la circunscripción más representada alcanza la mitad del número de votantes por representante en la circunscripción menos representada. La Constitución estipula que en este caso, un escaño de distrito electoral debe transferirse del distrito electoral más representado al distrito electoral menos representado. Esto ha sucedido dos veces desde 1999, en ambos casos transfiriéndose un escaño de la circunscripción del Noroeste (una gran circunscripción rural) a la circunscripción del Sudoeste (una circunscripción relativamente pequeña en superficie, adyacente a la ciudad capital). En las elecciones de 2021, el número de votantes elegibles para cada escaño en el Suroeste fue de 5671,5, más del doble de los 2693,5 votantes elegibles para cada escaño en el Noroeste. Según la Constitución, esto supone otro traslado de un escaño de circunscripción del Noroeste al Suroeste antes de las próximas elecciones parlamentarias.

### Fecha
De acuerdo con el artículo 23 del Capítulo V de la Ley N° 112 de la Ley Electoral del 25 de junio de 2021, las elecciones deben celebrarse a más tardar el mismo día laborable del mes cuatro años después de las elecciones anteriores, contado a partir del cambio de mes;  por lo tanto, debido a que la elección de 2021 se llevó a cabo el cuarto sábado de septiembre, la última fecha posible para la elección de 2024 era el 27 de septiembre de 2025.

## Partidos políticos
La siguiente tabla enumera los partidos políticos que participan en las elecciones. Esta lista también incluye los porcentajes y los escaños del Althing de los partidos después de las elecciones parlamentarias de 2021. 
| Partido | Partido | Partido                                                        | Ideología                                              | Posición                    | Líder                          | Elecciones de 2021 | Elecciones de 2021 |
| Partido | Partido | Partido                                                        | Ideología                                              | Posición                    | Líder                          | Votos (%)          | Escaños            |
| ------- | ------- | -------------------------------------------------------------- | ------------------------------------------------------ | --------------------------- | ------------------------------ | ------------------ | ------------------ |
|         | D       | Partido de la Independencia Sjálfstæðisflokkurinn              | Conservadurismo Liberalismo económico                  | Centroderecha               | Bjarni Benediktsson            | 24.4%              | 16/63              |
|         | B       | Partido Progresista Framsóknarflokkurinn                       | Agrarismo nórdico Liberalismo                          | Centro a Centroderecha      | Sigurður Ingi Jóhannsson       | 17.3%              | 13/63              |
|         | V       | Movimiento Izquierda-Verde Vinstrihreyfingin – grænt framboð   | Socialismo democrático Ecosocialismo                   | Centroizquierda a izquierda | Svandís Svavarsdóttir          | 12.6%              | 8/63               |
|         | S       | Alianza Socialdemócrata Samfylkingin – jafnaðarflokkur Íslands | Socialdemocracia Proeuropeismo                         | Centroizquierda             | Kristrún Frostadóttir          | 9.9%               | 6/63               |
|         | F       | Partido del Pueblo Flokkur fólksins                            | Populismo Derechos de la discapacidad                  | Centroizquierda             | Inga Sæland                    | 8.8%               | 6/63               |
|         | P       | Partido Pirata Píratar                                         | Partido Pirata                                         | -                           | -                              | 8.6%               | 6/63               |
|         | C       | Partido Reformista Viðreisn                                    | Liberalismo Liberalismo verde                          | Centro a Centroderecha      | Þorgerður Katrín Gunnarsdóttir | 8.3%               | 5/63               |
|         | M       | Partido del Centro Miðflokkurinn                               | Conservadurismo Populismo de derecha Agrarismo nórdico | Centroderecha a derecha     | Sigmundur Davíð Gunnlaugsson   | 5.4%               | 3/63               |
|         | J       | Partido Socialista Islandés Sósíalistaflokkur Íslands          | Socialismo Socialismo democrático                      | Izquierda                   | Sanna Magdalena Mörtudóttir    | 4.1%               | 0/63               |
|         | Y       | Futuro Responsable Ábyrg framtíð                               | Activismo antivacunas Libertarismo de derecha          | Derecha                     | Jóhannes Loftsson              | 0.1%               | 0/63               |
|         | L       | Partido Liberal Democrático Lýðræðisflokkurinn                 | Conservadurismo libertario Libertarismo de derecha     | Derecha                     | Arnar Þór Jónsson              | No existía         | No existía         |

## Encuestas

| Encuestadora       | Fecha                          | Muestra | TS.   | Partidos           | Partidos    | Partidos | Partidos  | Partidos  | Partidos  | Partidos  | Partidos  | Partidos  | Partidos   | Partidos  | Partidos | Partidos |       |      |      |      |   |      |
| Encuestadora       | Fecha                          | Muestra | TS.   | Gobierno           | Gobierno    | Gobierno | Oposición | Oposición | Oposición | Oposición | Oposición | Oposición | Oposición  | Oposición | Otros    | Ventaja  |       |      |      |      |   |      |
| Encuestadora       | Fecha                          | Muestra | TS.   | D                  | B           | V        | S         | F         | P         | C         | M         | J         | L          | Y         | Otros    | Ventaja  |       |      |      |      |   |      |
| ------------------ | ------------------------------ | ------- | ----- | ------------------ | ----------- | -------- | --------- | --------- | --------- | --------- | --------- | --------- | ---------- | --------- | -------- | -------- | ----- | ---- | ---- | ---- | - | ---- |
| Encuestadora       | Fecha                          | Muestra | TS.   | Elecciones de 2024 | 30 Nov 2024 | –        | –         | 19.36     | 7.80      | 2.34      | 20.75     | 13.78     | 3.02       | 15.82     | Otros    | Ventaja  | 12.10 | 3.96 | 1.04 | 0.02 | – | 1.39 |
| Gallup             | 23–29 Nov 2024                 | 4,285   | 53.7  | 18.4               | 6.8         | 3.1      | 20.0      | 12.6      | 4.1       | 17.6      | 11.2      | 4.8       | 1.4        | 0.0       | –        | 1.6      |       |      |      |      |   |      |
| Prósent            | 25–28 Nov 2024                 | 4,500   | 52.9  | 14.7               | 6.4         | 3.4      | 21.8      | 11.2      | 5.5       | 17.6      | 12.0      | 5.8       | 1.2        | –         | –        | 4.2      |       |      |      |      |   |      |
| Maskína            | 22–28 Nov 2024                 | –       | 2,617 | 14.5               | 7.8         | 3.7      | 20.4      | 10.8      | 5.4       | 19.2      | 11.6      | 5.0       | 1.1        | 0.5       | –        | 1.2      |       |      |      |      |   |      |
| Gallup             | 15–21 Nov 2024                 | –       | –     | 16.0               | 6.2         | 3.3      | 20.2      | 13.1      | 4.1       | 18.1      | 12.2      | 5.1       | –          | –         | –        | 2.1      |       |      |      |      |   |      |
| Prósent            | 15–21 Nov 2024                 | –       | –     | 11.5               | 4.4         | 3.0      | 18.3      | 12.5      | 6.7       | 22.0      | 13.5      | 6.4       | 1.0        | 0.7       | –        | 3.7      |       |      |      |      |   |      |
| Maskína            | 15–20 Nov 2024                 | 1,400   | –     | 14.6               | 5.9         | 3.1      | 22.7      | 8.8       | 4.3       | 20.9      | 12.6      | 5.0       | 1.6        | 0.6       | –        | 1.8      |       |      |      |      |   |      |
| Prósent            | 8–14 Nov 2024                  | 2,600   | 52.0  | 12.0               | 5.6         | 2.4      | 22.4      | 10.2      | 3.4       | 21.5      | 15.5      | 5.4       | 1.0        | 0.6       | –        | 0.9      |       |      |      |      |   |      |
| Gallup             | 1–14 Nov 2024                  | 1,463   | 48.0  | 16.4               | 6.0         | 4.1      | 20.8      | 10.2      | 5.5       | 15.5      | 14.3      | 6.2       | 1.0        | 0.1       | –        | 4.4      |       |      |      |      |   |      |
| Maskína            | 8–13 Nov 2024                  | 1,406   | –     | 13.4               | 7.3         | 3.4      | 20.1      | 9.2       | 5.1       | 19.9      | 12.6      | 6.3       | 2.1        | 0.6       | –        | 0.2      |       |      |      |      |   |      |
| Prósent            | 1-7 Nov 2024                   | 2,400   | 50.0  | 12.3               | 5.8         | 2.6      | 21.6      | 11.5      | 5.7       | 17.1      | 15.1      | 6.7       | 1.4        | 0.2       | –        | 4.5      |       |      |      |      |   |      |
| Maskína            | 1-6 Nov 2024                   | 1,406   | –     | 13.3               | 7.5         | 3.2      | 20.9      | 8.9       | 4.8       | 19.4      | 14.9      | 4.5       | 1.7        | 0.8       |          | 1.5      |       |      |      |      |   |      |
| Gallup             | 1-31 Oct 2024                  | 12,125  | 47.5  | 17.3               | 6.5         | 4.1      | 23.8      | 7.8       | 5.4       | 13.5      | 16.5      | 4.5       | 0.6        | 0.0       | –        | 6.5      |       |      |      |      |   |      |
| Prósent            | 25–31 Oct 2024                 | 2,400   | –     | 14.1               | 5.8         | 2.6      | 22.3      | 11.2      | 4.9       | 18.5      | 14.4      | 4.0       | 1.5        | 0.4       | 0.5      | 3.8      |       |      |      |      |   |      |
| Maskína            | 22-28 Oct 2024                 | 1,708   | –     | 13.9               | 6.9         | 3.8      | 22.2      | 9.3       | 4.5       | 16.2      | 15.9      | 4.0       | 1.6        | 0.9       | 0.8      | 6.0      |       |      |      |      |   |      |
| Prósent            | 18-24 Oct 2024                 | 2,500   | 50.0  | 13.3               | 5.8         | 2.4      | 24.2      | 11.4      | 5.8       | 15.0      | 16.1      | 4.3       | 1.1        | 0.4       | –        | 8.1      |       |      |      |      |   |      |
| Prósent            | 18 Oct 2024                    | –       | –     | 15.6               | 6.2         | 2.2      | 24.8      | 10.8      | 6.1       | 14.1      | 15.1      | 4.2       | –          | N/A       | –        | 9.2      |       |      |      |      |   |      |
| Maskína            | 13–18 Oct 2024                 | –       | –     | 14.1               | 8           | 5.1      | 21.9      | 7.3       | 5.2       | 13.4      | 17.7      | 5.2       | 2.1        | N/A       | –        | 4.2      |       |      |      |      |   |      |
| Prósent            | 18 Sep–3 Oct 2024              | 2,150   | 50.8  | 12                 | 5           | 3        | 26        | 11        | 9         | 11        | 18        | 4         | No existió | N/A       | –        | 8        |       |      |      |      |   |      |
| Gallup             | 30 Ago–30 Sep 2024             | 11,138  | 48.3  | 14.1               | 6.2         | 4.3      | 26.2      | 7.5       | 7.6       | 10.3      | 18.7      | 5.2       | No existió | N/A       | –        | 7.5      |       |      |      |      |   |      |
| Maskína            | 24 Sep 2024                    | 1,783   | –     | 13.4               | 7.6         | 3.7      | 25.0      | 8.8       | 8.5       | 11.3      | 17.0      | 4.7       | No existió | N/A       | –        | 8.0      |       |      |      |      |   |      |
| Gallup             | 1–29 Ago 2024                  | 10,780  | 46.8  | 17.1               | 7.0         | 3.4      | 26.4      | 6.7       | 7.8       | 10.1      | 16.0      | 5.7       | No existió | N/A       | –        | 9.3      |       |      |      |      |   |      |
| Maskína            | 7–27 Ago 2024                  | 1,730   | –     | 13.9               | 9.0         | 4.6      | 25.5      | 7.1       | 8.6       | 10.7      | 15.3      | 5.2       | No existió | N/A       | –        | 10.2     |       |      |      |      |   |      |
| Gallup             | 1–30 Jul 2024                  | 9,306   | 45.9  | 17.2               | 7.2         | 3.5      | 27.6      | 8.6       | 7.8       | 8.8       | 14.6      | 4.7       | No existió | N/A       | –        | 10.4     |       |      |      |      |   |      |
| Gallup             | 3–30 Jun 2024                  | 8,786   | 47.3  | 18.5               | 6.6         | 4.0      | 26.9      | 7.7       | 8.8       | 9.4       | 14.5      | 3.5       | No existió | N/A       | –        | 8.4      |       |      |      |      |   |      |
| Maskína            | 31 May–20 Jun 2024             | 1,846   | –     | 14.7               | 10.2        | 5.0      | 27.1      | 5.0       | 9.3       | 10.1      | 12.7      | 5.9       | No existió | N/A       | –        | 12.4     |       |      |      |      |   |      |
| Gallup             | 30 Abr–2 Jun 2024              | 12,731  | 50.2  | 18.0               | 9.1         | 3.3      | 29.9      | 6.1       | 8.8       | 7.7       | 13.5      | 3.7       | No existió | N/A       | –        | 11.9     |       |      |      |      |   |      |
| Maskína            | 30 de abril–23 de mayo de 2024 | 3,349   | –     | 17.5               | 10.4        | 5.1      | 27.3      | 5.6       | 8.4       | 9.3       | 12.6      | 3.9       | No existió | N/A       | –        | 9.8      |       |      |      |      |   |      |
| Háskóli Íslands    | 22–30 Abr 2024                 | 2,638   | –     | 19.0               | 10.0        | 4.3      | 25.4      | 7.3       | 8.1       | 7.9       | 13.4      | 4.4       | No existió | N/A       | 0.2      | 6.4      |       |      |      |      |   |      |
| Gallup             | 3–28 Abr 2024                  | 9,925   | 48.1  | 18.0               | 8.8         | 4.4      | 29.7      | 7.2       | 8.2       | 7.5       | 12.8      | 3.4       | No existió | N/A       | –        | 11.7     |       |      |      |      |   |      |
| Maskína            | 5–16 Abr 2024                  | 1,746   | –     | 17.2               | 10.7        | 5.0      | 27.3      | 5.3       | 8.5       | 10.2      | 11.6      | 4.1       | No existió | N/A       | –        | 10.1     |       |      |      |      |   |      |
| Gallup             | 1 Mar–2 Abr 2024               | –       | –     | 18.2               | 7.3         | 5.6      | 30.9      | 6.2       | 7.8       | 7.1       | 12.9      | 3.9       | No existió | N/A       | –        | 12.7     |       |      |      |      |   |      |
| Maskína            | 6–12 Mar 2024                  | 1,753   | –     | 18.0               | 9.4         | 6.7      | 25.6      | 5.7       | 9.5       | 9.7       | 11.9      | 3.5       | No existió | N/A       | –        | 7.6      |       |      |      |      |   |      |
| Gallup             | 1–29 Feb 2024                  | 9,964   | 48.1  | 19.9               | 8.8         | 4.7      | 28.2      | 6.8       | 8.0       | 7.5       | 12.8      | 3.5       | No existió | N/A       | –        | 8.3      |       |      |      |      |   |      |
| Maskína            | 7–27 Feb 2024                  | 1,706   | –     | 18.4               | 8.5         | 5.9      | 27.2      | 6.4       | 9.0       | 9.2       | 11.1      | 4.3       | No existió | N/A       | –        | 8.8      |       |      |      |      |   |      |
| Gallup             | 2–31 Ene 2024                  | 10,503  | 46.9  | 18.2               | 8.4         | 5.5      | 30.6      | 7.9       | 8.1       | 7.0       | 10.9      | 3.4       | No existió | N/A       | –        | 12.4     |       |      |      |      |   |      |
| Maskína            | 10–15 Ene 2024                 | 1,936   | –     | 16.6               | 10.3        | 5.7      | 25.7      | 6.5       | 7.6       | 11.7      | 11.8      | 4.1       | No existió | N/A       | –        | 9.1      |       |      |      |      |   |      |
| Gallup             | 1 Dic 2023 – 1 Ene 2024        | 9,636   | 48.9  | 18.1               | 9.4         | 6.0      | 28.4      | 6.8       | 9.1       | 8.8       | 9.7       | 3.6       | No existió | N/A       | –        | 10.3     |       |      |      |      |   |      |
| Maskína            | 19–27 Dic 2023                 | 1,945   | –     | 17.3               | 9.9         | 5.6      | 26.3      | 6.8       | 8.1       | 12.2      | 9.4       | 4.3       | No existió | N/A       | –        | 9.0      |       |      |      |      |   |      |
| Gallup             | 1–30 Nov 2023                  | 9,721   | 47.8  | 19.8               | 8.6         | 5.1      | 28.1      | 6.9       | 9.3       | 7.9       | 9.4       | 4.2       | No existió | N/A       | –        | 8.3      |       |      |      |      |   |      |
| Maskína            | 3–7 Nov & 23–26 Nov 2023       | 2,376   | –     | 17.9               | 10.4        | 6.1      | 26.0      | 6.4       | 10.0      | 10.3      | 8.4       | 4.4       | No existió | N/A       | –        | 8.1      |       |      |      |      |   |      |
| Gallup             | 2–31 Oct 2023                  | 10,463  | 49.8  | 20.5               | 7.4         | 6.0      | 29.1      | 6.5       | 10.2      | 7.5       | 8.6       | 4.1       | No existió | N/A       | –        | 8.6      |       |      |      |      |   |      |
| Maskína            | 12–24 Oct 2023                 | 1,935   | –     | 17.7               | 9.8         | 5.9      | 27.8      | 6.1       | 10.8      | 9.3       | 8.2       | 4.3       | No existió | N/A       | –        | 10.1     |       |      |      |      |   |      |
| Gallup             | 1 Sep–3 Oct 2023               | 11,005  | 48.5  | 20.4               | 8.1         | 5.7      | 30.1      | 5.7       | 9.6       | 7.9       | 8.6       | 3.9       | No existió | N/A       | –        | 9.7      |       |      |      |      |   |      |
| Maskína            | 15–29 Sep 2023                 | 1,466   | –     | 19.6               | 8.8         | 6.5      | 24.4      | 6.5       | 10.8      | 11.6      | 7.0       | 4.8       | No existió | N/A       | –        | 4.8      |       |      |      |      |   |      |
| Gallup             | 1–31 Ago 2023                  | 10,076  | 49.5  | 21.1               | 7.5         | 5.9      | 28.5      | 6.3       | 10.3      | 7.2       | 8.7       | 4.4       | No existió | N/A       | –        | 7.4      |       |      |      |      |   |      |
| Maskína            | 17–22 Ago 2023                 | 954     | –     | 17.6               | 9.2         | 6.4      | 26.1      | 5.9       | 13.1      | 9.5       | 7.9       | 4.2       | No existió | N/A       | –        | 8.5      |       |      |      |      |   |      |
| Gallup             | 3–30 Jul 2023                  | 10,491  | 46.1  | 21.0               | 8.9         | 6.1      | 28.6      | 5.7       | 10.5      | 7.0       | 8.5       | 3.6       | No existió | N/A       | –        | 7.6      |       |      |      |      |   |      |
| Maskína            | 6–24 Jul 2023                  | 836     | –     | 19.3               | 9.6         | 8.0      | 25.3      | 6.0       | 11.0      | 10.4      | 5.9       | 4.5       | No existió | N/A       | –        | 6.0      |       |      |      |      |   |      |
| Prósent            | 22 Jun–22 Jul 2023             | 2,300   | 51.8  | 16.1               | 7.1         | 7.3      | 27.4      | 8.5       | 14.5      | 8.9       | 7.2       | 2.9       | No existió | N/A       | –        | 11.3     |       |      |      |      |   |      |
| Gallup             | 1 Jun–2 Jul 2023               | 11,331  | 48.8  | 20.8               | 8.7         | 6.2      | 28.4      | 5.7       | 9.7       | 8.1       | 7.8       | 4.6       | No existió | N/A       | –        | 7.6      |       |      |      |      |   |      |
| Maskína            | 1–22 Jun 2023                  | 1,691   | –     | 18.5               | 8.8         | 7.0      | 27.2      | 6.6       | 11.3      | 9.7       | 6.3       | 4.7       | No existió | N/A       | –        | 8.7      |       |      |      |      |   |      |
| Gallup             | 2–31 de mayo de 2023           | 10,316  | 48.2  | 20.8               | 10.2        | 5.7      | 28.4      | 5.5       | 10.1      | 7.6       | 6.9       | 4.9       | No existió | N/A       | –        | 7.6      |       |      |      |      |   |      |
| Maskína            | 4–16 de mayo de 2023           | 1,726   | –     | 19.2               | 10.0        | 6.1      | 27.3      | 5.6       | 11.0      | 9.1       | 6.4       | 5.2       | No existió | N/A       | –        | 8.1      |       |      |      |      |   |      |
| Gallup             | 3 de abril–1 de mayo de 2023   | 9,916   | 48.7  | 21.9               | 9.6         | 6.6      | 27.8      | 6.0       | 10.0      | 7.4       | 6.2       | 4.3       | No existió | N/A       | –        | 5.9      |       |      |      |      |   |      |
| Maskína            | 13–19 Abr 2023                 | 852     | –     | 18.7               | 10.2        | 8.2      | 25.7      | 4.4       | 11.4      | 10.6      | 6.0       | 4.9       | No existió | N/A       | –        | 7.0      |       |      |      |      |   |      |
| Gallup             | 1 Mar–2 Abr 2023               | 1,128   | –     | 22.3               | 9.9         | 7.1      | 25.1      | 5.6       | 9.4       | 9.1       | 6.3       | 5.1       | No existió | N/A       | –        | 2.8      |       |      |      |      |   |      |
| Maskína            | 6–20 Mar 2023                  | 1,599   | –     | 20.2               | 13.2        | 6.0      | 24.4      | 5.2       | 10.2      | 9.1       | 5.7       | 6.0       | No existió | N/A       | –        | 4.2      |       |      |      |      |   |      |
| Gallup             | 1–28 Feb 2023                  | 9,517   | 49.6  | 22.5               | 10.8        | 6.8      | 24.0      | 5.6       | 12.1      | 7.7       | 5.3       | 5.0       | No existió | N/A       | –        | 1.5      |       |      |      |      |   |      |
| Maskína            | 3–13 Feb 2023                  | 1,892   | –     | 20.1               | 12.3        | 6.7      | 23.3      | 5.9       | 12.7      | 8.2       | 5.8       | 5.0       | No existió | N/A       | –        | 2.2      |       |      |      |      |   |      |
| Prósent            | 27 Ene–6 Feb 2023              | 2,400   | 51.4  | 23.2               | 11.8        | 5.9      | 22.1      | 9.5       | 12.5      | 6.9       | 4.1       | 4.1       | No existió | N/A       | –        | 1.1      |       |      |      |      |   |      |
| Maskína            | 13–18 Ene 2023                 | 804     | –     | 21.8               | 12.1        | 8.3      | 23.6      | 5.1       | 10.4      | 9.1       | 5.9       | 3.6       | No existió | N/A       | –        | 1.8      |       |      |      |      |   |      |
| Gallup             | 6–31 Ene 2023                  | 9,842   | 48.5  | 23.5               | 11.3        | 6.8      | 25.3      | 5.5       | 10.4      | 7.3       | 5.5       | 4.4       | No existió | N/A       | –        | 1.8      |       |      |      |      |   |      |
| Gallup             | 1 Dic 2022–2 Ene 2023          | 7,115   | 48.0  | 23.8               | 12.1        | 6.8      | 23.4      | 6.2       | 11.3      | 6.9       | 4.6       | 4.6       | No existió | N/A       | –        | 0.2      |       |      |      |      |   |      |
| Prósent            | 22–30 Dic 2022                 | 4,000   | 49.6  | 23.2               | 10.8        | 6.7      | 20.5      | 9.7       | 14.3      | 6.2       | 4.5       | 4.0       | No existió | N/A       | –        | 2.7      |       |      |      |      |   |      |
| Maskína            | 16–28 Dic 2022                 | 1,703   | –     | 20.0               | 12.2        | 7.8      | 20.1      | 7.0       | 12.5      | 7.5       | 6.7       | 6.1       | No existió | N/A       | –        | 0.1      |       |      |      |      |   |      |
| Gallup             | 1–30 Nov 2022                  | 10,798  | 50.8  | 24.1               | 12.2        | 7.5      | 21.1      | 4.5       | 12.2      | 7.4       | 5.6       | 5.2       | No existió | N/A       | –        | 3.0      |       |      |      |      |   |      |
| Maskína            | 4–22 Nov 2022                  | 2,483   | –     | 21.8               | 14.8        | 7.1      | 19.0      | 5.0       | 13.4      | 9.0       | 4.9       | 5.0       | No existió | N/A       | –        | 2.8      |       |      |      |      |   |      |
| Prósent            | 14–17 Nov 2022                 | 2,600   | 51.3  | 21.1               | 14.6        | 8.0      | 19.1      | 6.4       | 11.8      | 10.6      | 4.2       | 4.2       | No existió | N/A       | –        | 2.0      |       |      |      |      |   |      |
| Gallup             | 3–31 Oct 2022                  | 8,267   | 49.9  | 24.4               | 13.8        | 8.4      | 16.6      | 5.3       | 12.9      | 8.4       | 5.0       | 5.0       | No existió | N/A       | –        | 7.8      |       |      |      |      |   |      |
| Maskína            | 30 Sep–17 Oct 2022             | 1,638   | –     | 22.8               | 15.0        | 7.7      | 14.4      | 4.6       | 14.3      | 9.5       | 5.0       | 6.5       | No existió | N/A       | –        | 7.8      |       |      |      |      |   |      |
| Gallup             | 1 Sep–2 Oct 2022               | 11,149  | 48.3  | 24.1               | 13.4        | 8.2      | 16.3      | 5.1       | 13.6      | 8.5       | 5.4       | 5.1       | No existió | N/A       | –        | 7.8      |       |      |      |      |   |      |
| Maskína            | 16–27 Sep 2022                 | 1,875   | –     | 20.8               | 15.6        | 8.7      | 15.2      | 5.0       | 12.3      | 10.4      | 5.3       | 6.8       | No existió | N/A       | –        | 5.2      |       |      |      |      |   |      |
| Gallup             | 2–31 Ago 2022                  | 10,719  | 48.9  | 21.8               | 15.6        | 8.4      | 15.5      | 5.6       | 14.8      | 8.4       | 4.6       | 5.1       | No existió | N/A       | –        | 6.2      |       |      |      |      |   |      |
| Maskína            | 12–17 Ago 2022                 | 890     | –     | 20.9               | 19.6        | 7.5      | 12.9      | 4.6       | 13.9      | 8.9       | 4.5       | 7.3       | No existió | N/A       | –        | 1.3      |       |      |      |      |   |      |
| Gallup             | 1 Jul–1 Ago 2022               | 9,705   | 49.0  | 22.1               | 15.4        | 8.6      | 13.7      | 6.6       | 15.0      | 8.6       | 4.4       | 5.3       | No existió | N/A       | –        | 6.7      |       |      |      |      |   |      |
| Maskína            | 20–25 Jul 2022                 | 895     | –     | 24.4               | 18.0        | 7.7      | 10.9      | 6.9       | 12.7      | 8.3       | 6.0       | 5.1       | No existió | N/A       | –        | 6.4      |       |      |      |      |   |      |
| Gallup             | 2–30 Jun 2022                  | 10,274  | 61.7  | 22.8               | 17.5        | 7.2      | 13.7      | 7.0       | 16.1      | 6.7       | 4.6       | 4.1       | No existió | N/A       | –        | 5.3      |       |      |      |      |   |      |
| Maskína            | 1–23 Jun 2022                  | 1,658   | –     | 19.3               | 18.3        | 8.5      | 13.4      | 6.3       | 14.6      | 8.8       | 4.7       | 6.1       | No existió | N/A       | –        | 1.0      |       |      |      |      |   |      |
| Prósent            | 2–13 Jun 2022                  | 1,780   | 50.1  | 18.5               | 17.3        | 9.0      | 13.5      | 5.6       | 17.5      | 7.8       | 4.2       | 6.3       | No existió | N/A       | –        | 2.2      |       |      |      |      |   |      |
| Gallup             | 2–31 de mayo de 2022           | 10,548  | 51.9  | 20.1               | 17.5        | 8.1      | 14.1      | 6.4       | 14.7      | 9.5       | 4.3       | 5.0       | No existió | N/A       | –        | 2.6      |       |      |      |      |   |      |
| Prósent            | 13–26 Abr 2022                 | 3,500   | 50.3  | 17.9               | 12.4        | 9.6      | 16.8      | 8.0       | 16.2      | 9.6       | 4.1       | 5.4       | No existió | N/A       | –        | 1.1      |       |      |      |      |   |      |
| Gallup             | 1–30 Abr 2022                  | 9,828   | 50.1  | 19.8               | 15.6        | 10.1     | 13.7      | 7.7       | 14.5      | 9.6       | 4.1       | 4.6       | No existió | N/A       | –        | 4.2      |       |      |      |      |   |      |
| Maskína            | 17 Mar–12 Abr 2022             | 1,367   | –     | 22.4               | 15.5        | 8.8      | 13.0      | 7.7       | 13.2      | 10.5      | 4.2       | 4.6       | No existió | N/A       | –        | 6.9      |       |      |      |      |   |      |
| Gallup             | 1–31 Mar 2022                  | 10,941  | 49.6  | 22.7               | 18.0        | 11.4     | 11.2      | 8.2       | 11.9      | 9.1       | 3.7       | 3.6       | No existió | N/A       | –        | 4.7      |       |      |      |      |   |      |
| Gallup             | 1–28 Feb 2022                  | 9,672   | 49.7  | 21.9               | 18.1        | 10.5     | 11.1      | 7.5       | 13.2      | 9.7       | 3.9       | 3.9       | No existió | N/A       | –        | 3.8      |       |      |      |      |   |      |
| Maskína            | 28 Ene–16 Feb 2022             | 3,039   | –     | 21.9               | 16.9        | 12.9     | 13.4      | 7.6       | 10.3      | 9.7       | 3.9       | 3.5       | No existió | N/A       | –        | 5.0      |       |      |      |      |   |      |
| Gallup             | 1–31 Ene 2022                  | 10,911  | 50.4  | 22.4               | 17.0        | 10.7     | 10.8      | 8.8       | 12.5      | 9.4       | 3.7       | 4.3       | No existió | N/A       | –        | 5.4      |       |      |      |      |   |      |
| Maskína            | 6–19 Ene 2022                  | 1,548   | –     | 20.1               | 17.8        | 11.2     | 12.3      | 8.5       | 13.5      | 9.2       | 3.7       | 3.7       | No existió | N/A       | –        | 3.3      |       |      |      |      |   |      |
| Gallup             | 1–30 Dic 2021                  | 7,890   | 51.2  | 23.3               | 17.7        | 10.6     | 10.5      | 8.6       | 12.5      | 8.7       | 3.4       | 4.5       | No existió | N/A       | –        | 5.6      |       |      |      |      |   |      |
| Gallup             | 1–30 Nov 2021                  | 10,000  | 51.0  | 22.7               | 17.0        | 13.0     | 10.7      | 8.0       | 11.8      | 8.4       | 3.8       | 4.4       | No existió | N/A       | –        | 5.7      |       |      |      |      |   |      |
| Gallup             | 1–31 Oct 2021                  | 8,899   | 50.6  | 22.8               | 17.2        | 13.4     | 9.8       | 7.9       | 11.0      | 8.9       | 4.3       | 4.6       | No existió | N/A       | –        | 5.6      |       |      |      |      |   |      |
| MMR                | 12–18 Oct 2021                 | 967     | –     | 21.1               | 17.9        | 12.1     | 10.1      | 7.8       | 11.7      | 10.0      | 3.2       | 5.5       | No existió | N/A       | –        | 3.2      |       |      |      |      |   |      |
| Elecciones de 2021 | 25 Sep 2021                    | –       | –     | 24.39              | 17.27       | 12.57    | 9.93      | 8.85      | 8.63      | 8.33      | 5.45      | 4.10      | –          | 0.07      | 0.42     | 7.12     |       |      |      |      |   |      |

## Resultados
Los resultados mostraron que ningún partido obtuvo la mayoría en el Althing, y la Alianza Socialdemócrata superó al gobernante Partido de la Independencia para obtener la primera minoría de escaños. En las elecciones, el Partido de la Independencia, el Partido Progresista, el Movimiento de Izquierda-Verde y el Partido Pirata tuvieron el peor desempeño en la historia de cada uno de los partidos, mientras que la Alianza Socialdemócrata, Viðreisn, el Partido Popular y el Partido del Centro obtuvieron sus mejores resultados y desempeño en las historias de cada una de las partes. Esto sigue una tendencia de los islandeses a votar en contra de todos los gobiernos posteriores a la recesión de 2008, excepto el de 2021.
El Movimiento Izquierda-Verde y el Partido Pirata perdieron toda su representación parlamentaria y ninguno de ellos logró obtener un escaño por primera vez desde su fundación en 1999 y 2013, respectivamente.
|  | 20,75 % |

|  | 19,36 % |

|  | 15,82 % |

|  | 13,78 % |

|  | 12,10 % |

|  | 7,80 % |

|  | 3,96 % |

|  | 3,02 % |

|  | 2,34 % |

|  | 1,04 % |

|  | 0,02 % |

|  | 97.27 % |

|  | 0,14 % |

|  | 1,13 % |

|  | 100.00 % |

|  | 80,18 % |

## Formación del gobierno
La líder del Partido del Pueblo, Inga Sæland, expresó su interés en unirse a una coalición de gobierno y dijo que estaba a favor de una coalición formada por su propio partido, la Alianza Socialdemócrata, y el Partido Reformista. Sin embargo, no descartó explícitamente el apoyo a ningún partido. A esto le siguió un elogio del líder de la Alianza Socialdemócrata, Kristrún Frostadottir, "por el trabajo de Inga en la reparación de los problemas que afectan a los ancianos y a los discapacitados".
Kristrún Frostadóttir, líder de la Alianza Socialdemócrata, también expresó su interés en formar gobierno y no descartó a ningún partido, aunque señaló que si formase una coalición con el Partido de la Independencia, este necesitaría cambiar sus políticas. Sin embargo, dijo que prefería una coalición con aquellos que estaban ideológicamente más cerca de su partido. También se habló de la posibilidad de formar la mayor mayoría parlamentaria entre los tres partidos más grandes (S, D y C), de manera similar a lo que se hizo en la última legislatura parlamentaria.
La líder del Partido Reformista, Þorgerður Katrín Gunnarsdóttir, también expresó su interés en formar un gobierno y dijo que estaba interesada en unirse a un gobierno "coherente" y que no buscaba convertirse en primera ministra. Los resultados electorales mostraron que su partido podría desempeñar un papel decisivo en cuanto a quién formará el próximo gobierno y sería capaz de proporcionar una mayoría (si llega el momento) a una posible coalición de tendencia centroizquierdista con los socialdemócratas y el Partido del Pueblo o una coalición con Independencia y el Partido del Centro, que tiene una tendencia más derechista.
El líder del Partido del Centro, Sigmundur Davíð Gunnlaugsson, se reunió con la presidenta Halla Tómasdóttir el 2 de diciembre. Afirmó que creía que la líder de la Alianza Socialdemócrata, Kristrún Frostadóttir, debería obtener el primer mandato para formar gobierno, ya que su partido quedo primero y dijo que no descartaba unirse a un gobierno con cualquier partido. Afirmó que implementaría "cambios reales" si entra en la coalición de gobierno. El líder del Partido de la Independencia y primer ministro, Bjarni Benediktsson, también se reunió con la presidenta Halla Tómasdóttir y declaró que no haría ningún esfuerzo especial para pedir el mandato para formar un nuevo gobierno, afirmando que no se logró nada para obtener el mandato y que no se puede hacer nada con él si es que lo recibe. También afirmó que tenía la intención de reunirse con su partido para decidir cómo proceder después de las elecciones.
El 3 de diciembre, Tómasdóttir le dio a Kristrún el primer mandato y expresó su interés en intentar formar un gobierno con su propio partido, los Reformistas, y el Partido del Pueblo. El 4 de diciembre, Kristrún Frostadóttir inició el proceso formal de formación de un gobierno compuesto por los partidos mencionados anteriormente. El nuevo gobierno tiene 36 de los 63 escaños del Alþingi.